# 劉真道
劉真道（りゅう しんどう、生年不詳 - 元嘉20年7月25日（443年9月5日））は、南朝宋の官僚・軍人。本貫は彭城郡彭城県安上里。

## 経歴
劉懐敬（劉懐粛の弟）の子として生まれた。はじめ銭唐県令となった。元嘉13年（436年）、揚州で飢饉が起こり、文帝が沈演之を派遣して巡察させると、真道は余杭県令の劉道錫とともに良宰として名を挙げられた。真道は文帝の賞与を受けて、歩兵校尉に抜擢された。
元嘉14年（437年）、梁南秦二州刺史として出向した。元嘉18年（441年）、仇池の楊難当が漢中に進攻してくると、真道は軍を率いて楊難当を討った。楊難当の進攻が止まらなかったため、文帝は龍驤将軍の裴方明に禁兵5000を与えて、真道の下につけさせた。元嘉19年（442年）、裴方明が武興に到着すると、劉康祖・梁坦・段叔文らを率いて潭谷に進軍し、仇池軍と濁水で会戦して苻弘祖ら3000人あまりを斬った。劉康祖を派遣して追撃させ、苻徳義を破った。裴方明は修城に拠る楊和・楊林・姚憲らを撃破し、赤亭まで追撃した。仇池の丞相楊万寿らは降伏し、楊難当は上邽に逃亡し、楊難当の三男の楊虎は民間に隠れていたところを捕らえられた。建威将軍・雍州刺史に転じた。
元嘉20年（443年）、先年の楊難当との戦いで鹵獲した財宝や良馬を私蔵していたため、裴方明らとともに獄に下され、死去した。

## 伝記資料
- 『宋書』巻47 列伝第7
- 『南史』巻17 列伝第7